# Sergia bigemmea
Sergia bigemmea är en kräftdjursart som först beskrevs av Martin D. Burkenroad 1940.  Sergia bigemmea ingår i släktet Sergia och familjen Sergestidae. Inga underarter finns listade i Catalogue of Life.